# Sphingonaepiopsis nana
Sphingonaepiopsis nana är en fjärilsart som beskrevs av Walker 1856. Sphingonaepiopsis nana ingår i släktet Sphingonaepiopsis och familjen svärmare. Inga underarter finns listade i Catalogue of Life.

## Bildgalleri

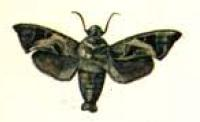